# Byriuky (obwód kijowski)
Byriuky (ukr. Бирюки) – wieś na Ukrainie, w obwodzie kijowskim, w rejonie białocerkiewskim, w hromadzie Rokytne. W 2001 liczyła 657 mieszkańców.